# 肯頓
肯頓（Kenton）是英格蘭倫敦西北部的一個地區。肯頓的部分地區屬於哈羅倫敦自治市，另有部分地區屬於布倫特倫敦自治市。這一地區的主幹道是肯頓路。肯頓地區的“文德米爾樓”是一座二級登錄建築。